# Андреоли, Витторино
Витторино Андреоли (итал. Vittorino Andreoli; род. 19 апреля 1940, Верона, Венеция) — итальянский писатель и психиатр.

## Биография
Родился в Вероне 19 апреля 1940 года. Окончил факультет медицины и хирургии в Университете Падуи и защитил диссертацию по общей патологии под руководством профессора Массимо Алоизи. Экспериментальные исследования продолжил в Институте фармакологии Миланского университета, полностью посвящая себя исследованиям мозга и, в частности, взаимосвязи между нейробиологией и поведением животных и человека. Затем работал в Англии в Кембриджском университете, далее — в Соединенных Штатах: сначала в Медицинском колледже Корнелла в Нью-Йорке, а затем в Гарвардском университете с профессором Сеймуром Кети, директором психиатрических лабораторий и кафедрой биологической психиатрии. В этот период он является ассистентом в Институте фармакологии Миланского университета, где занимается исследованиями нейропсихофармакологии.
Поведение человека и его безумие вскоре становятся центром его интересов, и это определяет поворотный момент в его приверженности неврологии и последующей психиатрии, дисциплинами которой он становится специалистом. Он работает в Гарвардском университете с профессором С.С.Кети с психиатрическим подходом, который, кажется, позволяет объединить экспериментальные и клинические биологические интересы.
Витторино Андреоли является атеистом, но предпочитает называть себя «неверующим» [1]. Во время передачи Соттовоце 20 августа 2015 года заявил, что вместо веры в «бога», как Эйнштейн, называет себя деистом и отвергает идею «случая». «У истоков Вселенной.
Был директором департамента психиатрии Вероны - Соаве. Он является членом Нью-Йоркской академии наук [2]. Он является президентом секции комитета по психопатологии выражения Всемирной психиатрической ассоциации.
Он решительно выступает против ломбрийской концепции преступления, согласно которой преступление обязательно совершено психически больным, и поддерживает совместимость нормальности с самыми отвратительными убийствами. В период между 1962 и 1984 годами он сформулировал и, в некоторых отношениях, важность энцефальной пластичности как «места» для психической патологии и, следовательно, утверждает, что среда помогает структурировать биологию безумия вместе с генетическое наследование.
Он получил бесплатное преподавание фармакологии и токсикологии. С 1972 года он стал Начальником психиатрии, и с тех пор он практиковал в общественных структурах с различными изменениями, которые последовали за системами помощи психически больным и до 1999 года. Он является соучредителем и первым секретарем Итальянского общества Биологическая психиатрия. В течение многих лет он председательствует на сессии по психопатологии выражения во Всемирной психиатрической ассоциации, почетным президентом которой он является в настоящее время. Основатель и содиректор итальянской Quaderni di Psichiatria в течение двадцати лет.
Итальянский член Рабочей группы по безопасности Европейского агентства по оценке лекарственных средств с 1998 по 2001 год. Профессор «Общая психология» и «Психология роста» в Университете Молизе в 1998 - 2001 годах. Он является членом нового Йоркская академия наук, Академия наук и литературы имени Института Ломбардо и Академия сельского хозяйства, науки, литературы и искусств (Верона). Его наиболее значительный научный вклад связан со следующими темами: 1. Пластичность мозга как «места» психической патологии и, следовательно, области психиатрии; в этом контексте он утверждает, что среда (опыт) помогает структурировать мозг. 2. Невербальные коммуникации (графика, пантомима, звук, ритм) в психиатрии, как расширение отношений между пациентом и врачом, а также как выражение, которое может достичь уровня искусства; 3. Тесная связь между культурой и психиатрией и, следовательно, психиатрией как дисциплиной, которая также является частью антропологии; 4. Изучение экстремального поведения и анализ убийств с вкладом в психиатрию применительно к юриспруденции. В частности, он поддерживает совместимость между нормой и убийством, определяя его динамику, противопоставляя себя Ломброзу, который вместо этого связал убийственный акт с дегенерацией мозга, с состоянием патологии; 5. Изучение чувств, понимаемых как необходимый элемент преодоления страха и изменения социального поведения. В частности, он посвятил себя поведению подростков; 6.

## Профилактическое образование
Он является автором книг в области медицины, литературы, поэзии и сотрудничает с журналом Mente and Brain и с газетой Avvenire [3] Atma - увидено 2 января 2009 года.
Для издателя Sat 2000 было сделано несколько серий программ. Продолжительность около 30 минут, посвященная подросткам (подростки TVB), пожилым людям (бабушке и дедушке) и семье (вызов, называемый семьей).